# سفينة ناغاتو اليابانية
تاريخ

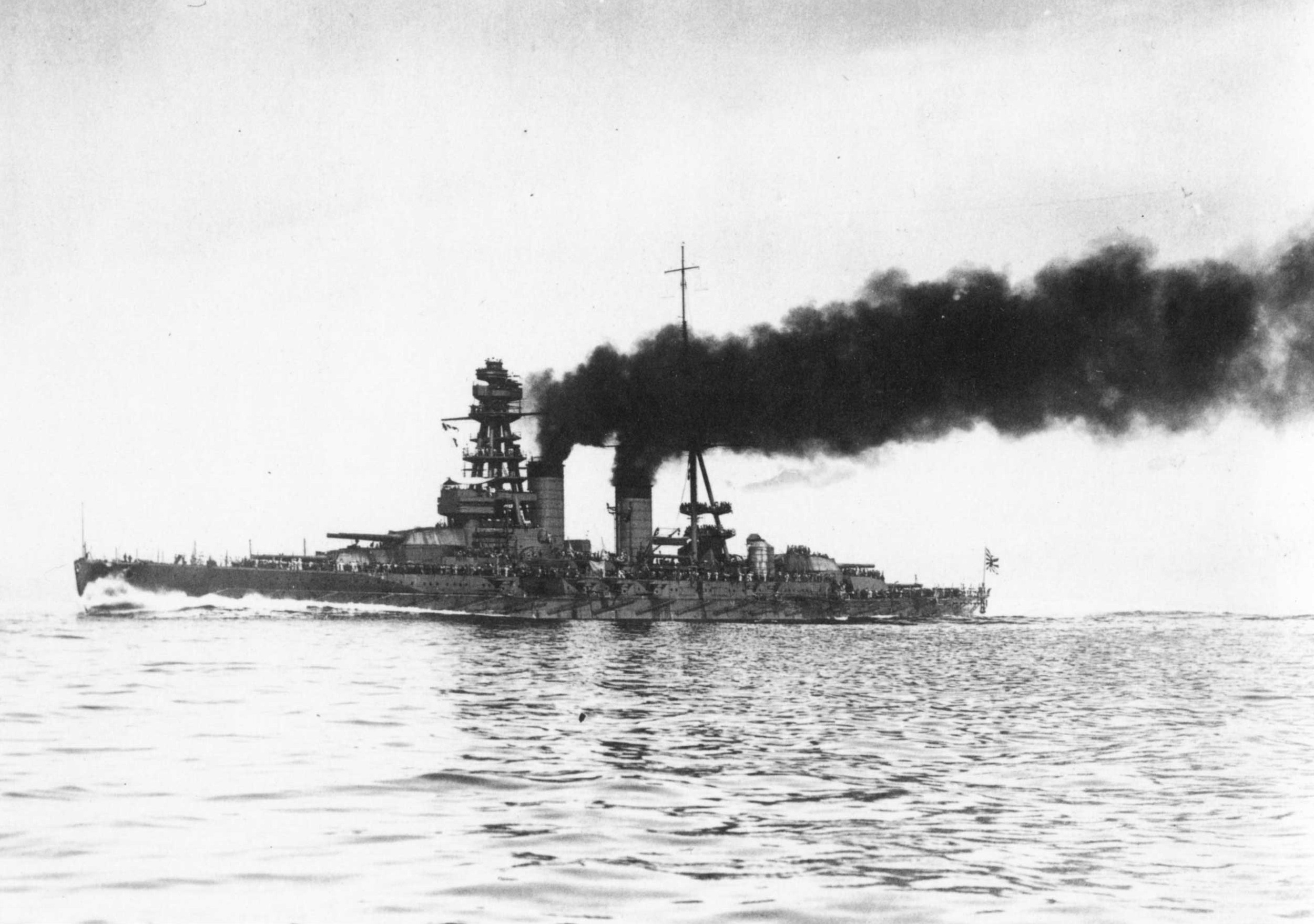

ناغاتو هي مدرعة حربية تم بنائها من طرف الإمبراطورية البحرية اليابانية (IJN). وتم إكمالها في عام 1920، حملت إمدادات للناجين من زلزال كانتو  في عام 1923. تم تحديث السفينة في سنة 1934-1936 وذلك بإضافة تحسينات في الدروع والآلات وكذا إعادة بناء البنية الفوقية على طريقة باغودا ماست. شاركت ناغاتو لفترة وجيزة في الحرب الصينية اليابانية الثانية في عام 1937 و كانت سفينة العميد إيسوروكو ياماموتو خلال الهجوم على بيرل هاربر. وخلال هذا الهجوم  غطت ناغاتو مهاجمة السفن، لكنها لم تشارك في الهجوم بنفسها.